# Sigrid Grabner
Sigrid Grabner (* 29. Oktober 1942 in Tetschen-Bodenbach) ist eine deutsche Schriftstellerin.

## Leben
Sigrid Grabner wurde als Sigrid Hauf in der sudetendeutschen Doppelstadt Tetschen-Bodenbach an der Elbe geboren. Nach der Vertreibung wuchs sie ab 1947 in Merseburg auf, wo sie auch bis 1957 die Schule besuchte. Nach dem Abitur in Halle ging sie 1961 für ein Jahr in die Landwirtschaft. Von 1962 bis 1967 studierte sie an der Ostberliner Humboldt-Universität Kulturwissenschaft und Indonesienkunde. 1972 wurde sie hier mit einer Arbeit über die indonesische Kulturpolitik während der Sukarno-Diktatur promoviert. Seit 1974 ist Sigrid Grabner als freischaffende Schriftstellerin tätig. In der DDR wurde sie als angebliche CIA-Agentin von der Staatssicherheit bespitzelt.
Sigrid Grabner lebt in Potsdam. In den 1990er Jahren leitete sie das von ihr mitbegründete Brandenburgische Literaturbüro.
Sie war mit dem Schriftsteller und KZ-Überlebenden Hasso Grabner verheiratet und hat zwei Kinder sowie zwei Enkel.

## Werk
Sigrid Grabner hat eine Vielzahl von Sachbüchern, Essays, Biographien, historischen Romanen veröffentlicht. Ihre biographischen Arbeiten, z. B. über Mahatma Gandhi und Cola di Rienzo, zeichnen sich neben dem literarischen Anspruch durch die gründliche Recherche der verfügbaren Informationen und deren historisch korrekte Darstellung aus. Für ihre Bücher über Christina von Schweden und Gregor den Großen unternahm sie u. a. ausführliche Reisen zu den Originalschauplätzen.
Im Jahr 2003 veröffentlichte Sigrid Grabner ihre Autobiographie Jahrgang ’42, der sie 2019 mit Im Zwielicht der Freiheit - Potsdam ist mehr als Sanssouci einen zweiten Band folgen ließ.
Gemeinsam mit Hendrik Röder gab sie Bücher über Emmi Bonhoeffer, Henning von Tresckow und den Potsdamer Nazigegner Hermann Maaß heraus. Regelmäßig verfasst sie Beiträge für das Vatican Magazin.

## Auszeichnungen und Ehrungen
- Ehrengast der Villa Massimo 1992
- Stipendiatin im Künstlerhaus Schloss Wiepersdorf 2000

## Werke (Auswahl)
- Flammen über Luzon, (philippin. Revolution von 1896), Berlin 1976.
- Hoffnung am Irrawaddy, Burma im Aufbruch, Berlin 1980.
- Was geschah auf der "Zeven Provinciën"?, Berlin 1980.
- Traum von Rom, histor. Roman um Cola di Rienzo, Berlin 1985.
- Mahatma Gandhi - Politiker, Pilger u. Prophet, 3. Aufl., Berlin 1987, ISBN 3-355-00583-5.
- Hochzeit in der Engelsburg - Frauen aus der italienischen Geschichte, Berlin 1988, ISBN 3-371-00126-1.
- Christine - Rebellin auf Schwedens Thron, Romanbiographie, Frankfort, Berlin 1995, ISBN 3-548-23711-8.
- Vertraute Fremde, Essays, Porträts, Betrachtungen, Potsdam 2002, ISBN 3-930752-22-0.
- Mahatma Gandhi - Politiker, Pilger und Prophet, Biographie, Leipzig 2002, ISBN 3-374-01940-4.
- Jahrgang ’42 - mein Leben zwischen den Zeiten, Autobiographie, Leipzig 2003, ISBN 3-374-02041-0 (NA: Kisslegg 2011, ISBN 978-3-86357-014-9).
- Im Auge des Sturms - Gregor der Große, Biographie, Augsburg 2009, ISBN 978-3-86744-110-0.
  - englische Übersetzung: In the eye of the storm. a biography of Gregory the Great. San Francisco 2021, ISBN 978-1-62164-364-7.
- Sie machte Frieden - Maria Theresia und andere Erzählungen, Kisslegg 2018, ISBN 978-3-86357-201-3.
- Im Zwielicht der Freiheit - Potsdam ist mehr als Sanssouci, Kisslegg 2019, ISBN 978-3-86357-234-1.

als Herausgeberin:
- 1000 Jahre Potsdam, Frankfurt, Berlin 1992, ISBN 3-550-07518-9
- Potsdam 1945 - 1989 - zwischen Anpassung und Aufbegehren, Potsdam 1999, ISBN 3-932502-17-5.
- Im Geist bleibe ich bei Euch – Texte und Dokumente zu Hermann Maaß, Berlin 2003, ISBN 978-3-936872-03-3.
- Henning von Tresckow, ich bin, der ich war, Texte und Dokumente, 3. Aufl. Berlin 2005, ISBN 3-936872-44-9.
- Emmi Bonhoeffer - bewegende Zeugnisse eines mutigen Lebens, Reinbek 2006, ISBN 978-3-499-62164-2.